# Kleingebiet Heves
Das Kleingebiet Heves (ungarisch Hevesi kistérség) war bis Ende 2012 eine ungarische Verwaltungseinheit (LAU 1) im Süden des Komitats Heves in Nordungarn. Während der Verwaltungsreform 2013 erfuhr die Zuordnung der Ortschaften keine Änderung. Alle 17 Ortschaften wurden in den nachfolgenden Kreis Heves (ungarisch Hevesi járás) übernommen.
Ende 2012 lebten auf einer Fläche von 697,68 km² 35.116 Einwohner. Das zweitgrößte Kleingebiet hatte mit 50 Einwohnern/km² die drittniedrigste Bevölkerungsdichte im Komitat.
Der Verwaltungssitz befand sich in der Stadt Heves (10.864 Ew.). Kisköre (2.936 Ew.) besaß ebenfalls das Stadtrecht. Die 15 Gemeinden (ungarisch község) hatten eine durchschnittliche Einwohnerzahl von 1.421 (auf 35,33 km² Fläche).

## Ortschaften
| Àtany         | Boconád  | Erdötelek        | Erk          | Heves    |
| Hevesvezekény | Kisköre  | Kömlő            | Pély         | Tarnabod |
| Tarnaméra     | Tarnaörs | Tarnaszentmiklós | Tarnazsadány | Tenk     |
| Tiszanána     | Zaránk   |                  |              |          |